# 任天堂2DS
任天堂2DS（日語：ニンテンドー2DS）是由任天堂开发的掌上游戏机。游戏机的消息公布于2013年8月，并于2013年10月12日在北美、欧洲、澳大利亚和新西兰和《神奇寶貝 X·Y》同时发行。日本在2016年2月27日随《精靈寶可夢 紅·綠》的Virtual Console版本限量发售，后在同年9月15日正式发售。
任天堂2DS是任天堂3DS的入门版产品，维持了相同的硬件、相似的功能，并兼容为任天堂DS及3DS设计的游戏。但2DS的没有沿用之前机种的双面板翻盖设计，而是改为单触屏LCD直板，也没有使用任天堂3DS标志性的裸眼3D显示技术。作为对任天堂3DS游戏市场扩张的刺激，2DS和3DS及3DS XL共同发售；任天堂北美总裁雷吉·菲尔斯-埃米称，2DS最初定位于低龄玩家（比如小于7岁），他们曾以潜在的眼睛健康为由，建议不要让孩童使用3DS的3D功能。
任天堂2DS获得褒贬不一的评价；积极评价称赞了和高端产品共存的2DS的定价与定位，许多批评则集中于主机和3DS相比的退化，如外形设计不如3DS有吸引力，较低的声音品質以及电池使用时间。然而一些评论称赞2DS的外形设计比3DS更为坚固易持，特别是就目标市场而言。一些评论还认为，缺少3D支持表明，任天堂认为这种概念是时尚潮流；但任天堂后来表示，裸眼3D仍将是他们未来计划的一环。
2020年9月，任天堂宣佈包括本產品在內的3DS家族產品全線停止生產。

## 历史

### 公布
任天堂在2013年8月28日的新闻发布会上正式公布了2DS；一些新闻界人士在公布前获得私下游玩演示设备的机会。
对于2DS，公司旨在制造一种“新的、独特的、不同的，并能将更多的人带入我们喜爱的类别”设备。实现这目标的手段之一，即是销售比3DS价格更低廉的设备；在北美，主机首发零售价为129.99美元，而标准3DS的售价为169.99美元。据任天堂北美总裁雷吉·菲尔斯-埃米称，任天堂2DS主要目标为比3DS更低龄的人口——特别是低于7岁和目力弱的人群，出于潜在的眼部健康问题，任天堂曾建议他们不要使用3DS的3D功能。任天堂主张的正确性受到视觉专家的质疑，他们认为3DS实际有助于察觉某些眼部疾病，并认为这警告的理由是出于责任理由。
作为任天堂2013年下半年销售期促销行动的一环，10月至11月初旬，美国各地的西蒙商场举办了冠以“任天堂体验”的任天堂2DS促销巡展。

### 发行
任天堂2DS于2013年10月12日在北美、欧洲、澳大利亚和新西兰发行，是日也是《神奇寶貝 X·Y》的发售日。北美有黑+红和黑+蓝两种颜色版本发行，欧洲和澳洲则是白+红和黑+蓝版。每台主机都附有4 GB的SD卡和交流适配器。和前两种任天堂3DS机型不同，2DS没有日本发行的官方公告。随之发行的还有配套红色和蓝色装载包。
任天堂DS于2013年12月7日在韩国发行，发行的白+红和黑+蓝版分别收录了数字版的《神奇寶貝 X》和《Y》。

### 更新
2014年5月26日，任天堂美国推出2DS新颜色：海洋绿（Sea Green）。发售日为2014年6月6日与美版《朋友收藏集 新生活》同天。
2014年11月21日，任天堂美国发售了水晶红，水晶蓝两种半透明机型， 价格为99.99美元。但是其他的版本的2DS仍为原价。
2015年8月21日，任天堂美国宣布在2015年8月30日，2DS在美国售价正式从129.99美元降至99.99美元，并随本机绑定数字版《马里奥赛车7》游戏。
2015年12月25日，任天堂日本公开了同捆了对应《口袋妖怪：红黄蓝绿》4种颜色并同捆四款游戏中的其中一款的限定版2DS主机。于2015年12月26日接受预定，2016年2月27日正式发售。售价9980日元（未含税）。这也宣示着2DS在日本的正式发售。
2016年5月12日，美国任天堂在官方推特上发布一条消息宣布在2016年5月20日2DS价格将会从99.99美元降至79.99美元。依旧会随本机绑定《马里奥赛车7》游戏。而在日本出售的2DS则没有价格变动。
2016年9月1日，任天堂日本在Nintendo Direct上公布了五款新颜色，薰衣草、粉、蓝、红和纯黑。并于2016年9月15日发售，售价维持不变。新的蓝色和红色版和以前的「黑色前面板，红色后面板的红色版」和「黑色前面板，和蓝色后面板的蓝色版」不同，为「红色前面板黑色后面板的红色版」和「蓝色前面板和黑色后面板的蓝色版」。
2016年12月15日，任天堂在日本内发布了《精灵宝可梦 日 月》主题的2DS版本，售价为9980日元（未含税），并在其他地区则发行了同捆版本。同期发售的还有《新超级马里奥兄弟2》的同捆版，售价为11980日元（未含税）。

### 停產
2020年9月16日，任天堂在其日本官網上宣佈3DS、3DSLL及2DS三款遊戲機終止生產。2DS從問世到2018年9月30日於全球銷售約968萬套。3DS、2DS系列停產後，該公司只剩下Switch一款遊戲機系列生產銷售中。

## 硬體
任天堂2DS的硬件规格几乎和任天堂3DS相同；保留的特性如GPU、CPU和内存，以及对任天堂DS和任天堂3DS游戏设计的兼容性。但其硬件还是略有差别。和之前机种的设计明显不同。
和使用双显示屏，上屏能够显示裸眼3D的任天堂3DS不同，其屏幕并不是分开的两块，而是整个一块电阻触控LCD屏，并使用外框将屏幕尺寸遮盖到3DS那样的大小。通过这种方式，任天堂节省去了不必要的元件。为了让上屏不能进行触控操作而下屏可以，任天堂在上屏的区域加上了一块塑料板进行覆盖。这就和这代游戏机所应该有的机能一样了。虽然2DS无法显示3D内容，但其保留了3DS能拍摄3D格式相片的双摄像头。不同于3DS的内置立体声扬声器，任天堂2DS只有内置单声道扬声器，但通过耳机插孔依然可以输入立体声。
虽然大小大致相同，但2DS使用了“直板”式设计，而非DS和3DS的翻盖。其按键放置于设备中部，而非在下屏底部附近。侧肩按钮则为凹面且比3DS的更厚。代之于合盖操作，2DS通过开关进入睡眠模式，硬件无线开关则改为软件开关。
任天堂2DS使用和常规任天堂3DS系统相同的1300 mAh电源。虽然2DS不支持3DS的制动亮度设定（“省电模式”），但其任天堂标称电池工作时间比3DS略长；任天堂标称2DS一次充电可以游戏3－5.5小时3DS游戏，以及5－9小时DS游戏。

## 软件与服务
除因硬件设计而做出的少量调整外，任天堂2DS系统软件的其他处都和3DS相同，依然兼容为3DS和DS设计的游戏，以及提供在线服务，可多人或在线游戏的Nintendo Network、可以下载并购买游戏的任天堂eShop，以及StreetPass and SpotPass。

## 顏色款式
- 黑+蓝（Black + Blue）
  - 北美地区：2013年10月12日
  - 欧洲地区：2013年10月12日
  - 韩国地区：2013年12月7日
- 黑+红（Black + Red）
  - 北美地区：2013年10月12日
- 白+红（White + Red）
  - 欧洲地区：2013年10月12日
  - 韩国地区：2013年12月7日
- 白+粉（White + Pink）
  - 北美地区：2014年4月11日
- 粉+白（Pink + White）
  - 欧洲地区：2014年5月17日
- 海洋绿+白（Sea Green + White）
  - 欧洲地区：2014年6月6日
- 透明红（Transparent Red）
  - 北美地区：2014年11月21日
  - 欧洲地区：2014年11月28日
  - 日本地区：2016年2月27日
- 透明蓝（Transparent Blue）
  - 北美地区：2014年11月21日
  - 欧洲地区：2014年11月28日
  - 日本地区：2016年2月27日
- 透明绿  (Transparent Green)
  - 日本地区：2016年2月27日
- 透明黄  (Transparent Yellow)
  - 日本地区：2016年2月27日

## 评价

### 发售前
任天堂2DS在公布时获得了褒贬不一的评价。Kotaku认为，任天堂2DS可能在一定程度上吸引不会购入任天堂3DS的部分人的市场，这部分人表示出了对立体感图形的冷淡。今日美国认为，一些使用裸眼3D思想设计的游戏在没有机能支持的情况下可能难以游玩。同时CNET也称，该机种表明任天堂承认了3D功能无用甚至是“战略错误”。《NBC新闻》则称发布2DS是为了满足任天堂DS家系玩家的特殊选择。随后表示担心2DS可能从不甚成功的任天堂主机Wii U上继续抽走战略资源而使得Wii U的发展更加制限。
一些技术类作者对2DS的物理外观表示关注：CNET认为游戏机比其他机型难看的多，但一些评论者则通常称其舒适易持。《美国今日》称其“出奇的舒适”。Kotaku认为尽管主机看着笨重，但即使用单手也能舒适握持。Kotaku还称主机按钮易于操作，将按键置于游戏机上半部分能引导眼睛看着上屏。Kotaku总体认为任天堂2DS构造品質良好。GamesIndustry也称任天堂2DS的操作比之前机种更为舒适。评论还认为任天堂2DS不同于薄壳的任天堂3DS，而是使用了厚壳，取消转轴构造让游戏机更耐用。他们认为其设计就像“Game Boy、Wii U游戏控制器和DS的可怕结合”。因为没有可闭合翻盖，《美国今日》和CNET都对屏幕保护方式表示担忧。
在关于任天堂2DS以单物理显示屏模拟双屏的回应中，Ars Technica的凯尔·奥兰多认为，任天堂错过了使用2DS外形制作全屏游戏平板的机会；奥兰多称，这本可让未来游戏与应用程序使用整个屏幕区域，并继续兼容之前为可折叠3DS和DS设计的游戏，同时提升移植既有智能手机游戏的能力。但奥兰多也称，引入这种产品可能打乱任天堂便携式游戏生态系（即现在的3DS用户）——这对于3DS的周期，即任天堂引入次世代机种，而言为时过早。
《连线》称为低价销售而重设计任天堂3DS是“明智之举”，杂志称2DS可能会是任天堂以相当的低价销售，从而大幅获利。

### 发售后
任天堂2DS获得褒贬不一的评价。虽然评论认为其售价和外形理想，但其美学和电池工作时间获得广泛批评。电讯报认为，取消翻盖转轴设计让其更为耐用，脚印版的圆滑让儿童握持更理想。然而评论批评道，主机的单声道扬声器使其声音品質较之前机种下降。他们还称电池续航时间和原3DS机种相同。然而他们称赞屏幕更亮且可视角度更广，虽然它并没有3DS XL那么大。Eurogamer称，任天堂2DS并非针对“经验丰富的玩家”或目前的任天堂3DS机主，并认为系统生产未充分考虑美学。评论还批评过时的电阻式触摸屏，单声道扬声器以及电池续航时间。不过Eurogamer认为系统比任天堂3DS和3DS XL拿着更为舒适。分析师皮尔斯·哈丁-罗尔斯认为，任天堂2DS帮助任天堂扩大市场，并认为第三方发行商将为平台前进做出更多承诺。
随着系统推出，任天堂表示。号称“必玩”作品的《索尼克 失落的世界》的发行会推动任天堂2DS的销售。任天堂总裁岩田聪在2013年10月31日坦言，任天堂2DS在准买家中知晓度不足。此外他还表示，一些潜在客户认为产品带着过于笨重。但岩田聪表示，系统获得购买者的积极评价。虽然2DS不支持3D显示，但岩田聪在任天堂2013年第三季度的投资者问答中坚称，公司“不会放弃3D或停止3D显示的新主张”，他会继续销售现有的任天堂3DS和3DS XL平台。但《塞尔达传说 众神的三角力量2》制作人青沼英二在采访中透漏，游戏开发时为不支持3D的2DS做了小调整。

### 销量
任天堂2DS在英国发售三周后，零售商因低销量而降价，致使其销量猛增。系统可以约110英镑的售价够得，但Argos、亚马逊和Tesco等主要零售商为迎合学校期中假，将系统售价降至100英镑以下。此举使任天堂2DS周销量环比增长64%，使其成为英国当月最畅销游戏机（将其独立于任天堂3DS和3DS XL计算）。在2013年第三季度中，游戏零售商巨头GameStop报告称，主因任天堂2DS和3DS的强大销量，全球硬件销量增长了15.3%。
截止至东京时间2016年12月31日，根据任天堂官方数据，任天堂2DS在全球范围内共售出7 100 000 台。其中有2 170 000台在FY3/2017的前三季度销售。